# Grand-danse
 (mai 2013).
Si vous disposez d'ouvrages ou d'articles de référence ou si vous connaissez des sites web de qualité traitant du thème abordé ici, merci de compléter l'article en donnant les références utiles à sa vérifiabilité et en les liant à la section « Notes et références ».
La Grand-danse est une danse traditionnelle en cercle en deux parties, typique de la petite région du marais breton-vendéen. Particularité de cette danse, le musicien ou le chanteur se trouve parmi les danseurs pour « mener » cette danse.
Dans la tradition, il était commun de n’avoir qu’un meneur, qui peut faire durer plus ou moins longtemps le "pont musical" entre deux volets de cette danse.
La forme archaïque de la Grand-danse est la polaïe (ou paulaïe). C'est une ronde chantée qui existe sous deux formes : ronde à pas unique ou ronde en deux parties. Dans la forme à pas unique, les danseurs évoluent vers le centre en déplaçant la ronde vers la gauche. Dans la version postérieure en deux parties : les danseurs évoluent vers le centre dans la première partie et dans la seconde les danseurs se déplacent sur le cercle dans le sens des aiguilles de la montre.